# محمد الرقيب
محمد عوض عبيد محمد سالم الرقيب المطيري (1981-) سياسي كويتي، ونائب في مجلس الأمة الكويتي.

## السيرة الذاتية
وُلد محمد الرقيب بالكويت عام 1981، وحصل على بكالوريوس محاسبة وحاصل على العديد من الدورات في مجال المحاسبة ومحاضر بالعديد من الدورات التدريبية، وعمل كمراقب في بنك الائتمان الكويتي بنك التسليف والادخار قبل دخوله مجلس الأمة الكويتي، كما انتخب عضوًا للمجلس البلدي عام 2018، وشارك لأول مرة في انتخابات مجلس الأمة الكويتي 2022 في الدائرة الرابعة، وحصل على المركز الثاني عشر برصيد 3,857 صوت وخسر بالانتخابات، كما شارك في انتخابات مجلس الأمة الكويتي 2023 في الدائرة الرابعة، وحصل على المركز الرابع برصيد 7,196 صوت وفاز بالانتخابات.